# Yvonne Bijenhof
Yvonne Bijenhof (Almelo, 2 augustus 1966) is een Nederlands voormalig politica. Zij zat namens de VVD van september tot december 2023 in de Tweede Kamer.

## Levensloop
Bijenhof rondde in 2003 de Pabo af aan de Hogeschool van Arnhem en Nijmegen. In 2017 behaalde zij een master in Management, Cultuur en Verandering aan het NCOI. 
Bijenhof is sinds 2018 gemeenteraadslid in Almelo en werkte daarnaast als manager bij het ROC van Twente. Ze kwam op 12 september 2023 na het vertrek van Folkert Idsinga in de Tweede Kamer als nummer 48 op de kandidatenlijst van 2021 - waar ze toen 3397 stemmen haalde. Op het moment dat Bijenhof in de Kamer kwam was het kabinet al gevallen en stonden nieuwe verkiezingen gepland op 22 november 2023 waar zij plek 39 op de kieslijst kreeg toebedeeld. Bijenhof bleef daarom tevens raadslid. Op 5 december 2023 nam zij afscheid van de Tweede Kamer.